# Tom Clancy's Splinter Cell
Tom Clancy's Splinter Cell es una serie de condecorados videojuegos de sigilo. La primera entrega de la saga salió a la venta en 2002, junto a sus novelas. 
El protagonista, Sam Fisher, es un agente altamente entrenado de una subdivisión ficticia de operaciones encubiertas dentro de la NSA, apodada "Third Echelon". El jugador controla a Fisher para superar a sus adversarios en niveles (creados usando Unreal Engine y enfatizando la luz y la oscuridad como elementos del juego). Todas las consolas y juegos de PC de la serie fueron aclamados por la crítica, y la serie es un éxito comercial. La saga, junto con Assassin's Creed, está considerada como una de las franquicias insignia de Ubisoft, con más de 31 millones de ejemplares vendidos a partir de 2011.

## Desarrollo e historia

### Origen
Aunque el juego presenta su nombre, Tom Clancy tuvo poca o ninguna participación en el desarrollo de cualquiera de los juegos de Splinter Cell. Según el productor de la serie Splinter Cell, Mathieu Ferland, el juego original se desarrolló para que el estudio de Ubisoft en Montreal pudiera demostrar todo su potencial. Esto, después de otras franquicias lanzadas como Rainbow Six, y Ghost Recon años anteriores.

### Gráficas y tecnología
El primer juego de la serie modificó el motor Unreal para permitir el estilo de juego basado en la luz y la oscuridad. Los otros juegos continuaron esto, usando versiones actualizadas del motor.
Para el lanzamiento del último juego (Tom Clancy's Splinter Cell: Blacklist) el motor había sido actualizado a LEAD, una versión muy modificada de Unreal Engine 2.5. El juego tenía sombras activas en todas las consolas no sólo como una función gráfica - como en la mayoría de los juegos - sino como un potenciador de la jugabilidad por el bien de las características de sigilo del juego. Esto significaba que se necesitaba más codificación para el juego y, en general, se necesitaba un potente ordenador de sobremesa para conseguir la mejor claridad y rendimiento.

## Novelas
Las novelas de Splinter Cell están todas escritas bajo el seudónimo de David Michaels. Las primeras dos novelas fueron escritas por el estadounidense Raymond Benson, también conocido por algunas novelas oficiales de James Bond y otras cortas historias. En 2006, Benson decidió retirarse y dejar a otro autor utilizar el mismo seudónimo para seguir publicando novelas de Splinter Cell. Los dos siguientes libros publicados no tienen autor conocido, aunque siguen utilizando el mismo nombre, David Michaels.
- Tom Clancy's Splinter Cell (2004) por Raymond Benson como David Michaels.
- Tom Clancy's Splinter Cell: Operation Barracuda (2005) por Raymond Benson como David Michaels.
- Tom Clancy's Splinter Cell: Checkmate (2006) por Grant Blackwood como David Michaels.
- Tom Clancy's Splinter Cell: Fallout (2007) por Grant Blackwood como David Michaels.
- Tom Clancy's Splinter Cell: Conviction
- Tom Clancy's Splinter Cell: Endgame
- Tom Clancy's Splinter Cell: Blacklist

## Juegos deSplinter Cell
| Episodio | Título                                       | Año  | Disponibilidad    | Disponibilidad                                                      | Disponibilidad | Desarrollador                                                     |
| -------- | -------------------------------------------- | ---- | ----------------- | ------------------------------------------------------------------- | -------------- | ----------------------------------------------------------------- |
| Episodio | Título                                       | Año  | PC                | Consolas                                                            | Otros          | Desarrollador                                                     |
| 1º       | Tom Clancy's Splinter Cell                   | 2002 | Windows, Mac OS X | PS2, PS3, GBA, Xbox, GCN, N-Gage, PC                                | Móvil*         | Ubisoft Montreal, Ubisoft Shanghái                                |
| 2º       | Tom Clancy's Splinter Cell: Pandora Tomorrow | 2004 | Windows           | PS2, PS3, GBA, Xbox, GCN, PC                                        | Móvil*         | Ubisoft Shanghái, Ubisoft Annecy, Babaroga                        |
| 3º       | Tom Clancy's Splinter Cell: Chaos Theory     | 2005 | Windows           | PS2, PS3, Xbox, GCN, N-Gage, DS, 3DS, PC                            | Móvil*         | Ubisoft Montreal, Ubisoft Annecy                                  |
| 4º       | Tom Clancy's Splinter Cell: Essentials       | 2006 | Ninguno           | PSP                                                                 | Ninguno        | Ubisoft Montreal                                                  |
| 5º       | Tom Clancy's Splinter Cell: Double Agent     | 2006 | Windows           | PS2, Xbox, GCN, Xbox 360, PS3, Wii, PC                              | Móvil*         | Ubisoft Montreal, Ubisoft Shanghái, Ubisoft Annecy, Ubisoft Milan |
| 6º       | Tom Clancy's Splinter Cell: Conviction       | 2010 | Windows, Mac OS X | Xbox 360, PC, Xbox One (Retrocompatibilidad),                       | iOS*           | Ubisoft Montreal, Gameloft (iPhone)                               |
| 7°       | Tom Clancy's Splinter Cell: Blacklist        | 2013 | Windows           | Xbox 360, PlayStation 3, Wii U, PC, Xbox One (Retrocompatibilidad), | Ninguno        | Ubisoft y Ubisoft Toronto Ubisoft                                 |

Nota

* – Versión desarrollada por Gameloft.

### Edición Especial
El 27 de marzo de 2013 salió publicado una edición especial de la saga Splinter Cell para PC, que contiene los cinco primeros juegos, para la mencionada plataforma. El recopilatorio fue bautizado con el nombre Splinter Cell: Ultimate Edition. 
Esta edición especial, tiene la particularidad de tener consigo las últimas actualizaciones oficiales de los juegos, que permite usar los juegos en el Sistema Operativo Windows 7.

## Cronología
El orden cronológico oficial del universo de Splinter Cell es el siguiente:
1. Tom Clancy's Splinter Cell (lanzado en 2002) (para Xbox, PC, PlayStation 2 y GameCube. La versión de Game Boy Advance, aunque lógicamente cambia el estilo gráfico, mantiene exactamente la misma historia que sus versiones para consola doméstica. Lo mismo pasa con las demás versiones portátiles) Este juego narra la primera misión de Sam Fisher como Splinter Cell. La trama transcurre hacia finales de 2004.
2. Tom Clancy's Splinter Cell: Pandora Tomorrow (2004) (Xbox, PC, PlayStation 2, GameCube y Game Boy Advance) La trama tiene lugar en Indonesia durante la primavera de 2006.
3. Tom Clancy's Splinter Cell: Chaos Theory (2005) (Xbox, PC, PlayStation 2, GameCube y Game Boy Advance y Nintendo DS) La trama tiene lugar en Centroamérica y el Este Asiático en el Verano-Otoño del 2007.
4. Tom Clancy's Splinter Cell: Double Agent (2006) (PC, PlayStation 2, GameCube, Xbox, Wii, Xbox 360 y PlayStation 3)La trama tiene lugar en algún momento del 2008.
5. Tom Clancy's Splinter Cell: Essentials (2006) (PSP) Son los Recuerdos de Sam Fischer luego de los sucesos de Tom Clancy's Splinter Cell: Double Agent
6. Tom Clancy's Splinter Cell: Conviction (2010) (Xbox 360, Xbox One [Retrocompatibilidad] y PC) La campaña cooperativa de Tom Clancy's Splinter Cell: Conviction se ambienta unos meses antes del inicio de la trama principal de la campaña para un jugador.
7. Tom Clancy's Splinter Cell: Echoes (2013) Cómic que sirve como precuela del videojuego Tom Clancy's Splinter Cell: Blacklist
8. Tom Clancy's Splinter Cell: Blacklist (2013) (PlayStation 3, Xbox 360, Wii U y PC)